# Gemeentefonds (Nederland)
Het Gemeentefonds is in Nederland een begrotingsfonds, waaruit gemeenten worden gesubsidieerd. Het Rijk stopt jaarlijks een deel van zijn belastingopbrengsten in het Gemeentefonds. Per 2025 is dit ongeveer 10% van de totale rijksbegroting.
Gemeenten ontvangen geld van het Rijk om hun taken uit te voeren. Een deel van dit geld komt uit het Gemeentefonds en wordt uitgekeerd in de vorm van algemene uitkeringen. Gemeenten ontvangen naast de uitkering uit het Gemeentefonds van het Rijk ook nog specifieke uitkeringen. Ook hebben zij nog eigen bronnen van inkomsten, zoals de gemeentelijke belastingen.
De uitkeringen uit het Gemeentefonds zijn voor de gemeenten vrij besteedbaar. Gemeenten zijn, met inachtneming van de wet- en regelgeving, autonoom in het voeren van hun beleid bekostigd uit het gemeentefonds. De uitkeringen uit het Gemeentefonds bedroegen in 2009 zo rond de 17 miljard euro. Dat is zo'n 1000 euro per inwoner.

## Wettelijke basis
De Financiële-verhoudingswet uit 1897 is een Nederlandse formele wet waarin de financiële betrekkingen tussen het Rijk en provincies en gemeenten wordt geregeld. De wet werd in 1996 grondig herzien.
De Financiële-verhoudingswet bepaalt in artikel 3:
- 1. Er is een provinciefonds en een gemeentefonds. De fondsen zijn begrotingsfondsen.
- 2. Onze Ministers beheren de begroting van de fondsen.

## Belang voor de gemeenten
Het aandeel van het Gemeentefonds in de totale inkomsten verschilt per gemeente. Hoe groter het belang van het gemeentefonds, hoe gevoeliger de gemeente is voor bezuinigingen bij de rijksoverheid. Een voorbeeld van een bezuiniging is het ravijnjaar. In gemeenten als Lansingerland en Blaricum is het aandeel van het Gemeentefonds slechts 13 procent, in de gemeente Rozendaal is dit 64 procent. Een gemeente als Barendrecht met iets meer dan 46.000 inwoners ontving in 2010 meer dan de helft van haar inkomsten uit het Gemeentefonds (te weten precies 38.673.800 euro op een totaal aan inkomsten van 67.444.000 euro). Een gemeente als Emmen (bijna 110.000 inwoners) ontving in 2008 ruim 109 miljoen euro uit het Gemeentefonds. De gemeente Rotterdam (bijna 590.000 inwoners) ontving in 2007 929,3 miljoen euro uit het Gemeentefonds.
Gemiddeld bedroegen de inkomsten uit het Gemeentefonds zo rond 2009 ongeveer 35% van de totale inkomsten van een gemeente.

## Vaststelling groei
De omvang van het gemeentefonds wordt jaarlijks bepaald op grond van een vaste systematiek. Deze systematiek, de normeringssystematiek genaamd, berust op een bestuurlijke afspraak tussen het Rijk enerzijds en de Vereniging van Nederlandse Gemeenten en het Interprovinciaal Overleg (voor de provincies) anderzijds. De systematiek houdt in dat de groei (of krimp) van de fondsen gelijk is aan de groei of krimp van het Bruto binnenlands product. 

## Groei
De nominale groei van het Gemeentefonds voor het jaar 2008 bedroeg 6,52%. Voor de jaren 2009 t/m 2011 zijn de bij de Miljoenennota verwachte groeicijfers respectievelijk 4,49%, 3,00% en 2,06% (situatie 2008)

## Verdeelmaatstaven
De algemene uitkering uit het gemeentefonds die een gemeente ontvangt en eventueel doorspeelt aan haar eigen deelgemeenten wordt bepaald op grond van verdeelmaatstaven. In Rotterdam bijvoorbeeld zijn dit onder meer:
- een vast bedrag
- het aantal inwoners
- het aantal jongeren
- het aantal allochtonen
- het aantal uitkeringsgerechtigden
- het aantal huishoudens met een laag inkomen
- het aantal werkzame personen
- de afstand tot het centrum
- het aantal woningen;
- het aantal woningen naar bouwperiode;
- de omgevingsadressendichtheid;
- de oppervlakte van de buitenruimte;
- de gewogen buitenruimte;
- de oppervlakte grondgebied buiten de kom;
- de bodemgesteldheid;
- de oppervlakte buitenwater;

## Voetnoten
1. ↑  Begroting gemeentefonds 2009[dode link]
2. ↑  Gemeenten vallen in financieel ravijn | VNG. vng.nl. Geraadpleegd op 11 juni 2025.
3. ↑  Ene gemeente gevoeliger voor rijksbezuinigingen dan andere
4. ↑  Gemeente Barendrecht 2010: Inkomsten[dode link]
5. ↑  Gemeente Emmen: jaarrekening; zie blz 13[dode link]
6. ↑  Gemeente Rotterdam: jaarverslag 2007, blz 191[dode link]
7. ↑  Rijksbegroting 2010: Gemeenten moeten bezuinigingen, maar niet allemaal even veel[dode link]
8. ↑  Regeling financiën decentrale besturen[dode link]

## Externe bron
- (nl)  Gemeentefondspagina[dode link] van het Ministerie van Binnenlandse Zaken
- (nl)  Jaarverslag gemeentefonds 2008[dode link]
- (nl)  Gemeentefonds mist grond[dode link]
- (nl)  Redt het gemeentefonds
- (nl)  Begroting gemeentefonds 2010